# آرامگاه صائب تبریزی
آرامگاه صائب تبریزی مربوط به دوره پهلوی است و در اصفهان، خیابان بهشتی، خیابان صائب واقع شده و این اثر در تاریخ ۲۰ بهمن ۱۳۵۵ با شمارهٔ ثبت ۱۳۳۲ به‌عنوان یکی از آثار ملی ایران به ثبت رسیده است.
صائب تبریزی یکی از شعرای معروف قرن یازدهم هجری است که نسبش به شمس مغربی، از صوفیان شاعر در نیمهٔ دوم سدهٔ هشتم و اوایلِ سدهٔ نهم می‌رسد. سنگ قبر او تاریخ ۱۰۸۷ ه‍.ق را بر خود دارد. همچنین نقاش معروف اصفهانی طراح ضریح ائمه محمود فرشچیان در تاریخ دوشنبه ۲۷ مرداد ماه ۱۴۰۴ در این مکان به خاک سپرده شد.

## باغ تکیه میرزا صائب
آرامگاه صائب، به همراه فرزند و نوه‌اش میرزا محمد محسنا و میرزا محمدعلی در مرکز این باغ قرار گرفته بود. مادی نیاصرم در کنار آن جاری است. پیش از تأسیس و سامان یافتن آرامگاه این باغ موقوفه مجهول التولیه بوده که به مسجد لنبان واگذار می‌شود و طی این مدت، دوسوم باغ دچار تصرف و تخریب می‌شود. با همکاری استانداری، وزارت فرهنگ و انجمن آثارملی این ملک از اداره اوقاف اجاره می‌گردد و آرامگاه صائب که در خطر امحا بوده حفظ می‌گردد.

## احداث آرامگاه

### تصمیم به ساخت
در تاریخ ۲۵ اردیبهشت ۱۳۴۲ اعضای هیئت مؤسسین انجمن آثار ملی در جلسه‌ای در کاخ چهلستون تصمیم قطعی به ساخت آرامگاهی به سبک معماری صفوی برای صائب تبریزی گرفتند. نقشهٔ آرامگاه را مهندس محسن فروغی به با هزینه شخصی تهیه کرد.

### ساختمان
در تاریخ ۵ مهر ۱۳۴۲ کلنگ احداث آرامگاه به وسیله استاد جلال‌الدین همایی زمین‌خورد. معماری این بنا را حسین معارفی بر عهده داشته است.

### افتتاح بنا
در تاریخ ۱۶ مهر ۱۳۴۶ آرامگاه صائب طی مراسمی با حضور مقامات افتتاح شد.

## نگارخانه

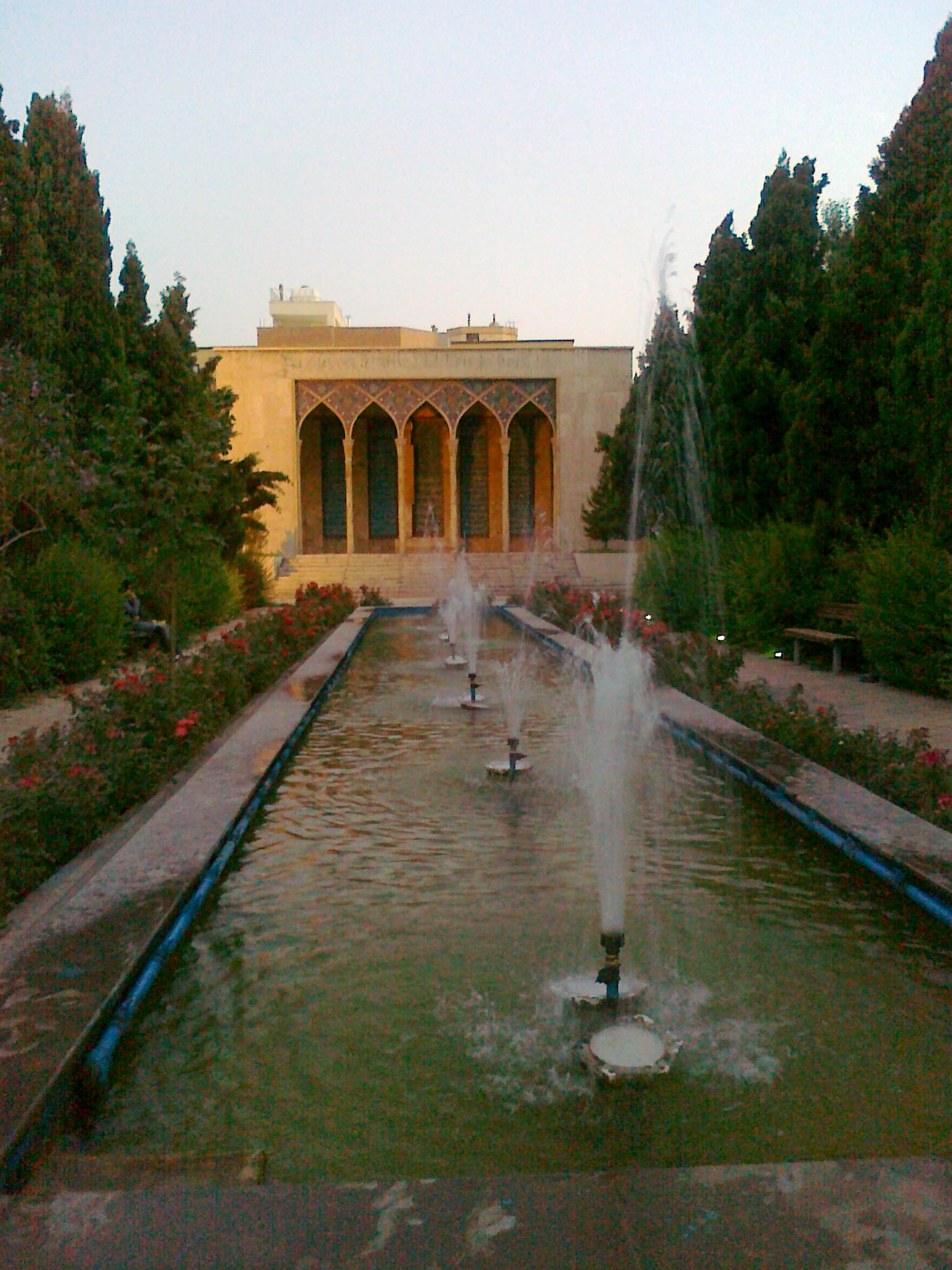
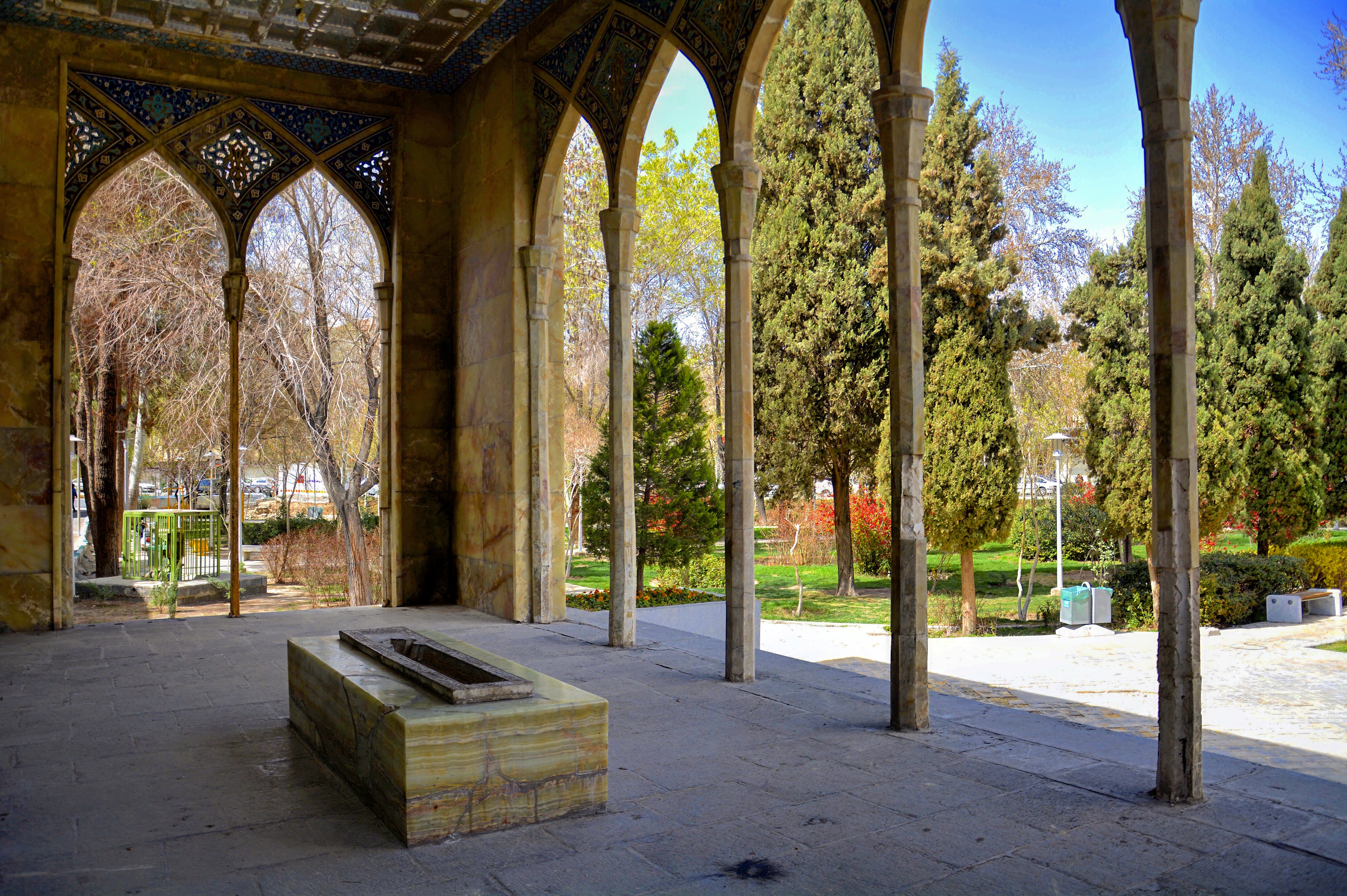